# Carrie (película de 1952)
Carrie es una película estadounidense dirigida por William Wyler, estrenada en 1952. La cinta estaba protagonizada por Jennifer Jones, Laurence Olivier y Eddie Albert en sus papeles principales. Carrie recibió dos nominaciones a los Premios Óscar: Mejor vestuario (Edith Head), y Mejor diseño de producción (Hal Pereira, Roland Anderson y Emile Kuri).

## Argumento
A finales del siglo XIX, Carrie Meeber (Jennifer Jones) deja su familia en un pequeño pueblo para dirigirse a Chicago. En un restaurante conoce a George Hurstwood (Laurence Olivier), el gerente del restaurante, que inmediatamente se queda enamorado de ella. Ella siente lo mismo pero, justo antes de que huyan de la ciudad, Hurstwood admite que está casado aunque terriblemente infeliz. A partir de ese momento, la pareja tendrá que luchar por su amor frente a una sociedad opresiva que no acepta su relación.

## Reparto
- Laurence Olivier como George Hurstwood
- Jennifer Jones como Carrie Meeber
- Miriam Hopkins como Julie Hurstwood
- Eddie Albert como Charles Drouet
- Ray Teal como Allen
- Barry Kelley como Slawson
- William Reynolds como George Hurstwood, Jr.
- Mary Murphy como Jessica Hurstwood
- Basil Ruysdael como Mr. Fitzgerald
- Walter Baldwin como padre de Carrie
- Dorothy Adams como madre de Carrie
- Melinda Plowman

## Acerca de la película
Wyler se mostró reacio a elegir a Jones, pero el marido de Jones David O. Selznick presionó mucho para que accediera al papel. La filmación fue una larga lista de problemas: Jones aun no había anunciado que estaba embarazada; Wyler había perdido a su hijo mayor; Olivier tenía una dolorosa dolencia en la pierna que lo puso de mal humor, y desarrolló una aversión por Jones; Hollywood estaba cayendo en los efectos del McCarthismo, y el estudio tenía miedo de que el público la considerara inmoral. Finalmente, el final fue cambiado para eliminar el suicidio de Hurstwood y la película fue cortada para hacerla más positiva en tono. Algunos críticos acusaron al film sentimentalizando la novela, la taquilla fue pobre y las críticas fueron generalmente decepcionantes, aunque elogiaron a Olivier, que recibió una nominación a los  BAFTA. Los críticos posteriores también elogiaron la actuación de Albert, pero la mayoría estuvo de acuerdo en que la de Jones era pobre. Wyler finalmente admitió que la película era demasiado deprimente durante un momento en que el público estadounidense quería entretenimiento escapista para sacar sus mentes de la Guerra Fría.